# Église Saint-André de Ruffec
L'église Saint-André est une église catholique située à Ruffec, en France.

## Localisation
L'église est située dans le département français de la Charente, sur la commune de Ruffec.

## Historique
L'édifice est classé au titre des monuments historiques en 1903.